# Materialwirtschaftszentrum Einsatz der Bundeswehr

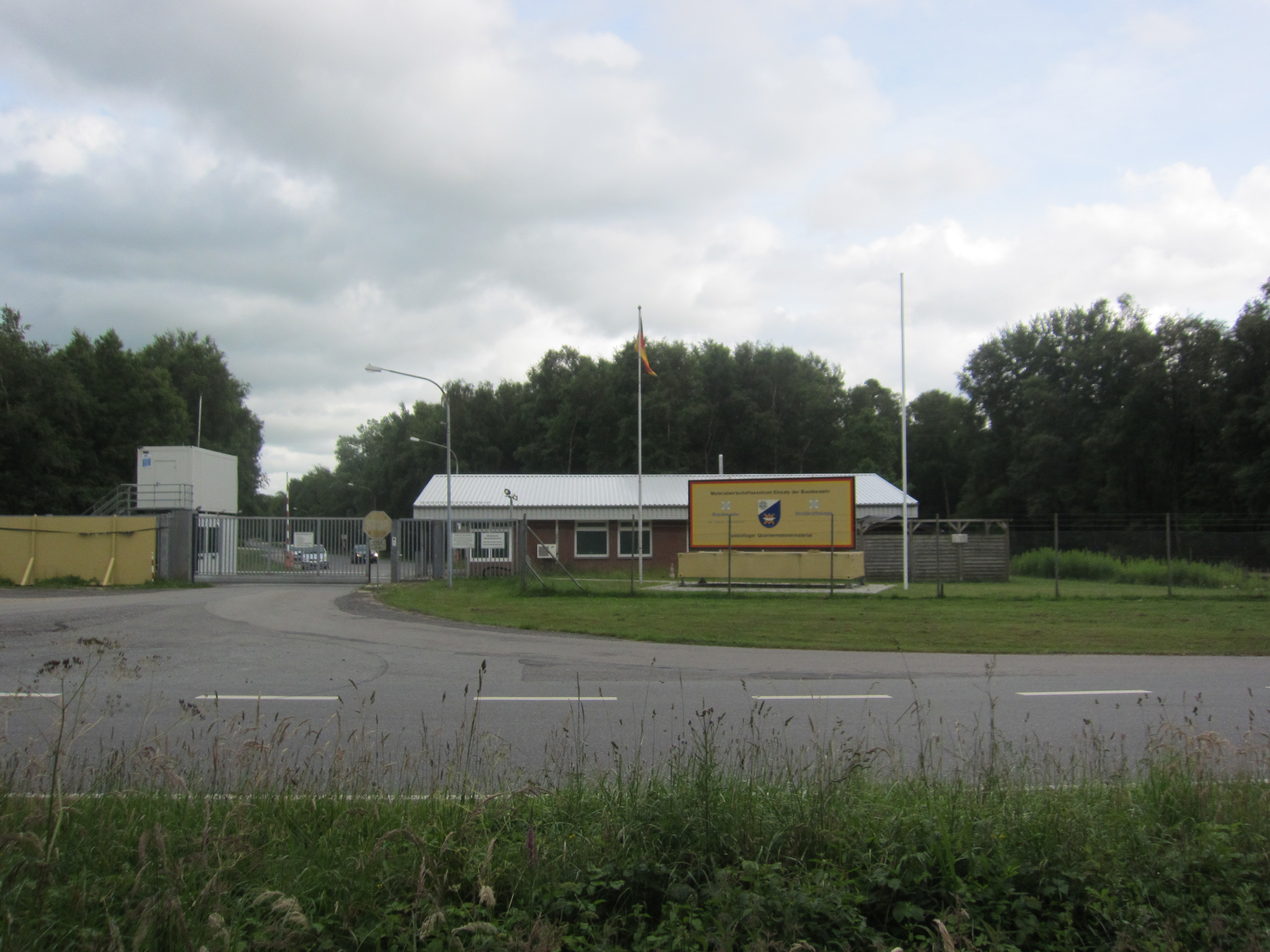
Einfahrt zur Liegenschaft (2013)

Das Materialwirtschaftszentrum Einsatz der Bundeswehr (MatWiZEinsBw) ist eine ortsfeste logistische Einrichtung des Unterstützungsbereichs der Bundeswehr im Ortsteil Hesedorf der Stadt Bremervörde (Niedersachsen). Die militärische Dienststelle ist dem Logistikzentrum der Bundeswehr unterstellt und beschäftigt Soldaten sowie zivile Mitarbeiter. Sie liegt in einem Wald, hat eine Fläche von 276 Hektar und eine Zaunaußenlänge von 12 Kilometer. Auf der Liegenschaft befinden sich 12 Kilometer befestigte Straßen und 8,5 Kilometer Schienen.

## Auftrag und Aufgaben
Auftrag des Materialwirtschaftszentrum Einsatz der Bundeswehr ist die einsatzorientierte Erst- und Folgeversorgung aller Truppenteile der Bundeswehr in Auslandseinsätzen. Als logistische Drehscheibe stellt das Zentrum Fahrzeuge, Waffen und Gerät für weltweite Einsatzkontingente der Bundeswehr bereit. Vom Nutzen für die Auftragserfüllung sind ein eigener Eisenbahnanschluss sowie die Nähe zu den Überseehäfen in Bremerhaven und Wilhelmshaven sowie zum Fliegerhorst Nordholz.
In den Aufgaben im Bereich der Materialbewirtschaftung zählen die Einrichtung und der Betrieb von Materialschleusen im Einsatzgebiet für die Annahme, Prüfung und Rückführung von Material, die Prüfung und Befundung von Materialeingängen aus der Industrie und Rücklieferungen aus den Einsatzgebieten in der Materialschleuse Inland, die Beschaffung und Bewirtschaftung von ausgewähltem Material, Ersatzteilen und Gerät, die Kommissionierung, Verpackung und Verladung von Material, die zertifizierte Herstellung der Transportfähigkeit für Straße, Schiene, See und Luft, die Bereithaltung von Material und Gerät für schnelle Eingreifoperationen, der Betrieb einer Konservierungs- und Verpackungsanlage, die Annahme, Aufbereitung und Bevorratung von Feldlagermaterial sowie der Betrieb einer Zeltwaschanlage.
Zu den Aufgaben im Bereich der Materialinstandsetzung zählen die Konfiguration von komplexen Waffensystemen und Fahrzeugen, die Umrüstung und Prüfung in den Fachbereichen Rad- und Kettenfahrzeuge, ABC- und Klima, Waffen und Fernmeldegerät sowie Navigatoren, die Instandsetzung von Schadgerät mit technischen Anpassungen an die Einsatzerfordernisse, das Lackieren und Schlemmen von Fahrzeugen gemäß Einsatzerfordernissen, die technische Prüfung von Fahrzeugen, Waffen und Geräten, die Hochwertersatzteilgewinnung, der zertifizierte Feuerlöschprüf- und -fülldienst sowie der Betrieb einer Batterieladestation.
In der Ausbildungswerkstatt, die über 6 Ausbilder und 74 Auszubildende verfügt, werden jährlich 16 Lehrlinge zum Kfz-Mechatroniker und 4 zum Fachlageristen ausgebildet.

## Geschichte
Im Jahr 1936 entstand auf dem Gelände des heutigen Materialwirtschaftszentrums eine Munitionsanstalt der Reichsluftwaffe. 1945 übernahmen die britischen Streitkräfte die vom Zweiten Weltkrieg unbeschädigte Anstalt. 
Das heutige Materialwirtschaftszentrum Einsatz der Bundeswehr wurde am 1. April 1956, knapp fünf Monate nach der Gründung der Bundeswehr, als Materialübernahmegruppe Hesedorf (MatÜbnGrp Hesedorf) aufgestellt und am 1. April 1959 in Gerätedepot Hesedorf (GerDp Hesedorf) umbenannt. Zum 1. März 1968 wurde die Ausbildungswerkstatt Hesedorf aufgestellt, die seitdem über 1200 Handwerker ausgebildet hat. Zum 1. Oktober 1993 erfolgte die Umbenennung in Gerätehauptdepot Hesedorf (GerHptDp Hesedorf). In den 1990er Jahren wurden die ersten Auslandseinsätze der Bundeswehr von Hesedorf aus versorgt. Zum 1. April 2004 erfolgte die Umbenennung in Materialdepot Hesedorf (MatDp Hesedorf) und zum 1. April 2008 erfolgte die Umgliederung und Umbenennung zum heutigen Materialwirtschaftszentrum der Bundeswehr und 2012 der Unterstellungswechsel zum Bereich ortsfeste logistische Einrichtungen des Logistikzentrums der Bundeswehr. Seit dem 1. April 2021 ist das Zentrum dem Logistikzentrum der Bundeswehr direkt unterstellt.

## Spezialmateriallager Wester-Ohrstedt
Das Spezialmateriallager (SpezMatLgr WOS) ist ein abgesetzter Teilbereich des Materialwirtschaftszentrums in Wester-Ohrstedt. Es wurde in den 1970er Jahren errichtet und verfügt über eine Lagerfläche von 24.000 m² beheizt, 6.700 m² gedeckt und 24.300 m² Freilager.